# 마티스 볼리
마티스 가조아 키페르순 볼리(Mathis Gazoa Kippersund Bolly, 1990년 11월 14일, 오슬로 ~)는 코트디부아르의 축구 선수로, 현재 노르웨이 엘리테세리엔의 몰데에서 활약하고 있다. 오슬로 출신으로, 볼리는 티펠리겐 클럽 릴레스트룀에서 프로 데뷔를 하였다. 청소년 국가대표팀 시절, 그는 노르웨이 소속이었으나, 그가 활약할 성인 국가대표팀으로는 코트디부아르를 선택하였다.

## 클럽 경력
코트디부아르계 아버지와 노르웨이인 어머니 사이에서 태어난 볼리는 오슬로 홀름리아에서 태어났고, 린, 오프살, 그리고 홀름리아를 거쳐 2008년에 릴레스트룀으로 이적하였다. 스타벡과의 티펠리겐 경기에서 첫 1군 경기에 출전하였고, 첫 시즌에 2경기 출전을 기록하였다. 2009년 시즌이자 볼리의 릴레스트룀 두번째 시즌에, 그는 티펠리겐 10경기를 출전하였다. 볼리는 1-0으로 이긴 산네피오르와의 2010년 10월 3일 경기에서 첫 골을 작렬시켰다. 2012년 시즌에 볼리는 4골 4어시스트를 올렸다. 그의 릴레스트룀 계약은 2013년 시즌 말까지 유효했으나, 그는 클럽과 재계약 하지 않을 의사를 밝혔다. 릴레스트룀은 얼마 지나지 않아 2013년 1월 2일에 포르투나 뒤셀도르프의 제의를 수락하였고, 볼리는 독일 클럽과 3년 반계약을 하였다.
마인츠 05 전에서 그는 교체 출전으로 분데스리가 첫 경기를 뛰었다. 그는 다음 경기인 2013년 3월 9일 바이에른 뮌헨과의 경기에 선발로 나와 1골을 넣었으나, 팀의 2-3 패배는 막지 못하였다. 그 다음 주, 볼리는 1-1로 이긴 볼프스부르크전에서 뒤셀도르프의 한골을 추가하였다. 포르투나 뒤셀도르프는 2012-13 시즌의 종료와 함께 강등되었으나, 볼리는 클럽 잔류 의사를 밝혔고, 이어지는 다음 시즌에 2. 분데스리가에서 활약하게 되었다.

## 국가대표팀 경력
볼리는 2009년에 노르웨이 U-19 국가대표팀 소속으로 3경기를 출전하였고, 2013년 2월부터 3월까지 노르웨이 U-21 국가대표팀으로 차출되었으나, 2013년 5월에 코트디부아르가 감비아, 탄자니아와의 월드겁 예선전을 앞두고 차출되면서 노르웨이 U-21 국가대표팀에서 빠졌다. 헨닝 베르그 릴레스트룀 전 감독은 볼리가 미래에 국가대표팀의 주축 선수가 될 수 있기에 노르웨이 입장에서는 큰 손실이다는 견해를 보였다. 2013년 5월 8일, 그는 감비아전에서 코트디부아르 데뷔전을 가졌다. 그는 2013년 8월에 디디에 드로그바와 함께 멕시코와의 친선전에 출전하였다. 볼리는 코트디부아르에게 2014년 FIFA 월드컵 본선 진출권을 가져다준 세네갈과의 플레이오프 경기에서 결장하였다. 브라질에서 열린 2014년 FIFA 월드컵을 앞두고, 그는 국가대표팀에 차출되었고, 콜롬비아와의 조별 리그 2차전에서 후반에 교체 투입되며 월드컵 신고식을 치르었다. EA 스포츠가 FIFA 14을 출시하였을 때, 볼리는 순간 속력 부문에서 가장 빠른 속도를 가진 선수로 기록되었다.

## 경력 통계
2013년 1월 8일
| 시즌      | 클럽                | 리그명        | 리그 | 리그 | 컵   | 컵 | 합계 | 합계 |
| 시즌      | 클럽                | 리그명        | 출장 | 골   | 출장 | 골 | 출장 | 골   |
| --------- | ------------------- | ------------- | ---- | ---- | ---- | -- | ---- | ---- |
| 2008      | 릴레스트룀          | 티펠리겐      | 2    | 0    | 0    | 0  | 2    | 0    |
| 2009      | 릴레스트룀          | 티펠리겐      | 10   | 0    | 2    | 0  | 12   | 0    |
| 2010      | 릴레스트룀          | 티펠리겐      | 8    | 1    | 0    | 0  | 8    | 1    |
| 2011      | 릴레스트룀          | 티펠리겐      | 16   | 2    | 0    | 0  | 16   | 2    |
| 2012      | 릴레스트룀          | 티펠리겐      | 24   | 4    | 4    | 0  | 28   | 4    |
| 2012–13   | 포르투나 뒤셀도르프 | 분데스리가    | 7    | 2    | 0    | 0  | 7    | 2    |
| 2013–14   | 포르투나 뒤셀도르프 | 2. 분데스리가 | 11   | 0    | 1    | 0  | 12   | 0    |
| 경력 합계 | 경력 합계           | 경력 합계     | 78   | 9    | 7    | 0  | 85   | 9    |